# Vidanovci
Vidanovci – wieś w Słowenii, w gminie Ljutomer. W 2018 roku liczyła 56 mieszkańców.